# Herlind Gundelach
Herlind Gundelach, née le 28 février 1949 à Aalen, est une femme politique allemande, membre de l'Union chrétienne-démocrate d'Allemagne (CDU).

## Vie professionnelle

### Formation
Après avoir passé son Abitur en 1968 à Bonn, elle entre à l'université de la ville afin d'y suivre des études supérieures de sciences politiques, d'histoire, de philosophie et de droit public. Elle y obtient un doctorat de lettres.

### Une carrière au service de la CDU
En 1968, elle devient, pour un an, attachée de presse de l'association des salariés chrétiens-démocrates (CDA), puis travaille comme associée de recherche auprès de divers députés fédéraux à compter de 1970. Elle obtient onze plus tard un poste de secrétaire du groupe de travail sur l'Éducation et la Recherche du groupe CDU/CSU au Bundestag, puis elle est recrutée, entre 1982 et 1984, comme secrétaire personnelle d'Anton Pfeifer, secrétaire d'État parlementaire du ministère fédéral de la Recherche.
Elle retourne ensuite au groupe chrétien-démocrate du Bundestag, où elle travaille jusqu'en 1987 au poste de directrice générale du groupe de travail sur l'Éducation et la Science. L'année suivante, elle intègre l'administration du ministère fédéral de l'Environnement, où elle reste jusqu'en 1998.

## Vie politique

### Rangs inférieurs
À la suite des élections régionales de 1999 en Hesse, qui voient l'arrivée au pouvoir d'une coalition noire-jaune, elle devient secrétaire d'État au ministère régional de l'Environnement et de l'Agriculture. Cinq ans plus tard, elle est choisie pour occuper le même poste au département du Développement urbain et de l'Environnement de la ville-Land de Hambourg.

### Sénatrice de Hambourg
Le 7 mai 2008, Herlind Grundelach est nommée sénatrice pour la Science et la Recherche de Hambourg dans la première coalition noire-verte d'Allemagne. À la suite de la rupture de l'alliance le 29 novembre 2010, elle est désignée pour occuper l'intérim du département du Développement urbain et de l'Environnement. Cinq jours plus tôt, elle avait été choisie comme sénatrice pour les Finances par intérim, du fait de la démission de Carsten Frigge.
Elle quitte l'ensemble de ses fonctions le 23 mars 2011, à la suite de la victoire des sociaux-démocrates aux élections anticipées.